# Aspire TV
Aspire TV (также известен просто как Aspire) — американский платный кабельный телевизионный канал, основную аудиторию которого составляют члены афроамериканского общества.
Телеканал был основан и запущен в 2012 году бизнесменом и футболистом Мэджиком Джонсоном. В настоящее время телеканал принадлежит компании Джонсона — Magic Johnson Enterprises.

## История
В рамках соглашения о приобретении миноритарной доли в NBCUniversal корпорация Comcast обязалась транслировать несколько телеканалов, принадлежащих миноритарным акционерам. Это соглашение было заключено под давлением, которое было оказано со стороны американского политика Максин Уотерс на слушаниях в Конгрессе США.
В апреле 2011 года Comcast объявила о соглашении на распространение четырёх новых телеканалов, одним из которых стал Aspire. 4 анонсированных телеканала, в том числе Aspire, были выбраны из более чем 100 предложений от акционеров, которые должны были начать своё вещание к 2020 году.

## Список программ
На Aspire TV транслируются сериалы  в жанрах комедии и реалити-шоу, такие как: «Просто восхитительно с Yo-Yo», ведущей которого стала певица и рэпер Yo-Yo, «Короли стиля», «Толкотня, шипение и дым» и некоторые другие.
Основную аудиторию телеканала составляют англоязычные афроамериканцы. Также, в большей части программ, транслируемых на Aspire TV, главные роли играют преимущественно чернокожие знаменитости. Это делает Aspire TV третьим по счёту телеканалом, который ориентирован на чернокожих зрителей, первый — BET, второй — TV One.

### Оригинальные сериалы
- «Просто восхитительно с Yo-Yo» (2023)[7]
- «Короли стиля» (2024)[5]
- «Толкотня, шипение и дым» (2024)[6]
- «Ближе к делу» (2024)[8]

### Приобретённые сериалы
- «Моя жена и дети» (2001—2005)
- «Пища для души» (2000—2004)
- «Soul Train» (1971—2006)
- «Шоу Берни Мака» (2001—2006)
- «Так чья сейчас реплика?» (1998—2007)
- «В живом цвете» (1990—1994)
- «Хьюли» (1998—2002)
- «Я — шпион» (1965—1968)
- «Шоу Флипа Уилсона» (1970—1974)
- «Джулия» (1968—1971)